# Негрешти (Арђеш)
Негрешти (рум. Negrești) насеље је у Румунији у округу Арђеш у општини Белеци-Негрешти. Oпштина се налази на надморској висини од 350 m.

## Становништво
Према подацима из 2002. године у насељу је живело 392 становника, од којих су сви румунске националности.